# Olavi Majlander
Olavi Enok Majlander, född 10 juli 1916 i Itis, död 3 oktober 1978 i Siilinjärvi, var en finländsk politiker. Han var ordförande för Finlands kristliga förbund 1970–1973 och ledamot av Finlands riksdag från 29 september 1975 fram till sin död i en flygolycka i Rissala. I samma flygplan som Majlander befann sig två andra riksdagsledamöter, Arto Merisaari (DFFF) och Kirsti Hollming (Samlingspartiet). Även en landshövding och höga chefer från näringslivet samt militärer omkom samtidigt.